# Поцо д'Ада
Поцо д'Ада (итал. Pozzo d'Adda) је насеље у Италији у округу Милано, региону Ломбардија.
Према процени из 2011. у насељу је живело 2810 становника. Насеље се налази на надморској висини од 160 м.

## Становништво
Према резултатима пописа становништва 2011. у општини је живело 5.667 становника.
| 1931. | 1936. | 1951. | 1961. | 1971. | 1981. | 1991. | 2001. | 2011. |
| ----- | ----- | ----- | ----- | ----- | ----- | ----- | ----- | ----- |
| 1.549 | 1.491 | 1.598 | 1.732 | 1.868 | 2.328 | 2.928 | 3.515 | 5.667 |